# Place de l'Institut
La place de l'Institut est une voie située dans le 6e arrondissement de Paris, en France.

## Origine du nom

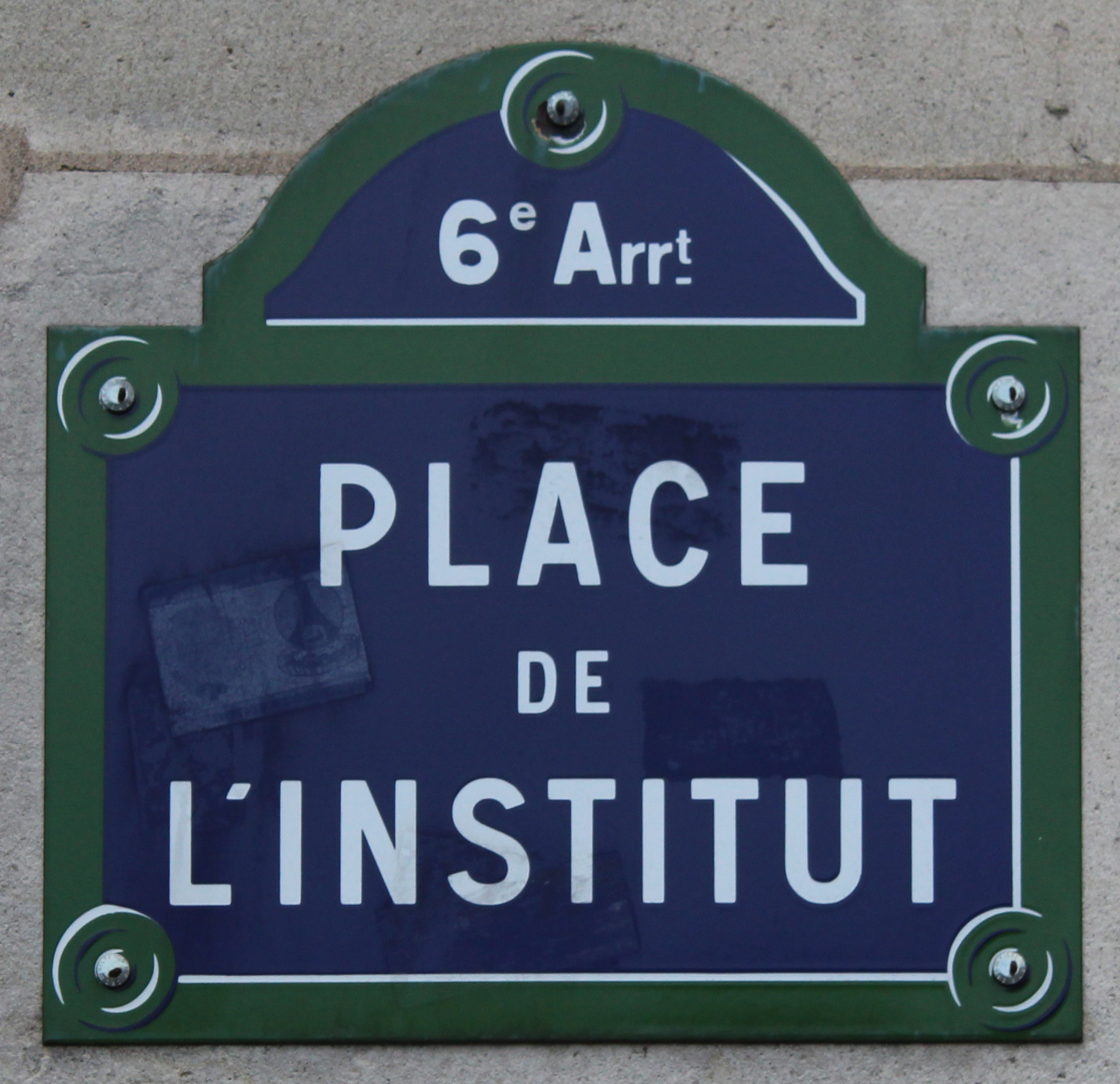
Plaque de la place.